# تيتوس مولر
تيتوس مولر (بالألمانية: Titus Müller)‏ (و. 1977  م) هو مؤلف، وكاتب ألماني، ولد في لايبزيغ.